# Estación de Rivesaltes
La estación de Rivesaltes, es una estación ferroviaria francesa de la línea Narbona - Portbou, situada en la comuna de Rivesaltes, en el departamento de los Pirineos Orientales, en la región de Languedoc-Rosellón. Por ella transitan únicamente trenes regionales.  

## Situación ferroviaria
La estación se sitúa en el PK 459,312 de la línea férrea Narbona - Portbou. Además, forma parte de la línea Carcasona - Rivesaltes que conecta Carcasona sin pasar por Narbona. Dicha línea solo tiene tráfico de viajeros en parte de su recorrido, el resto se dedica al tráfico de mercancías.

## Historia
La estación fue inaugurada el 20 de febrero de 1858 por la Compañía de Ferrocarriles del Mediodía. En 1903, la estación se dotó de una marquesina, al estilo de las estaciones de Narbona y Perpiñán sin embargo, sufrió daños estructurales y tras la Segunda Guerra Mundial fue totalmente desmontada.  En 1935, la compañía que disponía de la concesión inicial fue absorbida por la Compañía de Ferrocarriles de París a Orléans dando lugar a la Compañía PO-Mediodía. Dos años después, la explotación pasó a manos de la SNCF.

## Servicios ferroviarios

### Regionales
Los TER cubren los siguientes trayectos:
- Línea Toulouse ↔ Cerbère
- Línea Narbona / Nîmes / Aviñón ↔ Cerbère